# Alain Barrau
Pour les articles homonymes, voir Barrau.
Alain Barrau, né le 17 février 1947 à Paris 14e et mort le 24 juillet 2021 à Garches, est un homme politique français, membre du Parti socialiste.

## Biographie

### Jeunesse et études
Alain Barrau effectue ses études supérieures à l'Institut d'études politiques de Paris. Il fait partie des délégués des étudiants au sein de la commission estudiantine qui, lors des évènements de Mai 68, est chargée de négocier avec la direction, ; il préside la commission. Il sort diplômé de l'école en 1969. Il est également titulaire d'une maîtrise d'histoire, d'un master en droit, d'un DES de droit et d'un DES d'économie européenne.

### Parcours professionnel
Alain Barrau a été assistant à l'Université de Paris I puis responsable de la Pédagothèque du Centre national d'information pour le progrès économique (CNIPE) à Paris. Il a ensuite occupé plusieurs fonctions administratives liées au Parlement européen, dont celles de responsable des relations entre le Parlement européen et les Parlements nationaux. En 2008, il a été nommé directeur du Bureau d'information pour la France du Parlement européen.

### Parcours politique
Élu député de la sixième circonscription de l'Hérault (agglomération de Béziers) en 1986, M. Barrau a été réélu en 1988 mais fut battu en 1993. Réélu en 1997, il assuma plusieurs responsabilités parlementaires au cours de ces mandats. Il a notamment été membre de la commission des affaires culturelles, familiales et sociales, de la commission des affaires étrangères et de la commission des finances. Il a également fait partie de la délégation de l'Assemblée nationale pour les communautés européennes, dont il a été président de 1999 à 2002.
Alain Barrau est conseiller général pour le canton de Béziers-2 de 1988 à 1989, puis maire de Béziers de 1989 à 1995.

### Activités associatives
De 1974 à 1986, Alain Barrau a été président du Comité national des associations de jeunesse et d’éducation populaire (CNAJEP) et, à ce titre, membre du Conseil national de la vie associative et du Conseil économique et social (CNVA).
Il assure actuellement la présidence d’Asmae - association sœur Emmanuelle (ONG intervenant dans le domaine de l’enfance dans sept pays du Sud et en France), et la vice-présidence de la Fédération française des maisons de l’Europe.

### Mort
Alain Barrau meurt à Garches le 24 juillet 2021, des suites d'une maladie vasculaire cérébrale.

## Décorations
- Chevalier de la Légion d'honneur le 14 avril 2017[8]
- Chevalier de l'ordre national du Mérite en décembre 1981